# Lesson Learned
Lesson Learned è un singolo del gruppo rock statunitense Alice in Chains, pubblicato nel 2010 ed estratto dall'album Black Gives Way to Blue.
La canzone è stata scritta da Jerry Cantrell.

## Tracce
- Download digitale

1. Lesson Learned – 4:17